# Marco Tschirpke

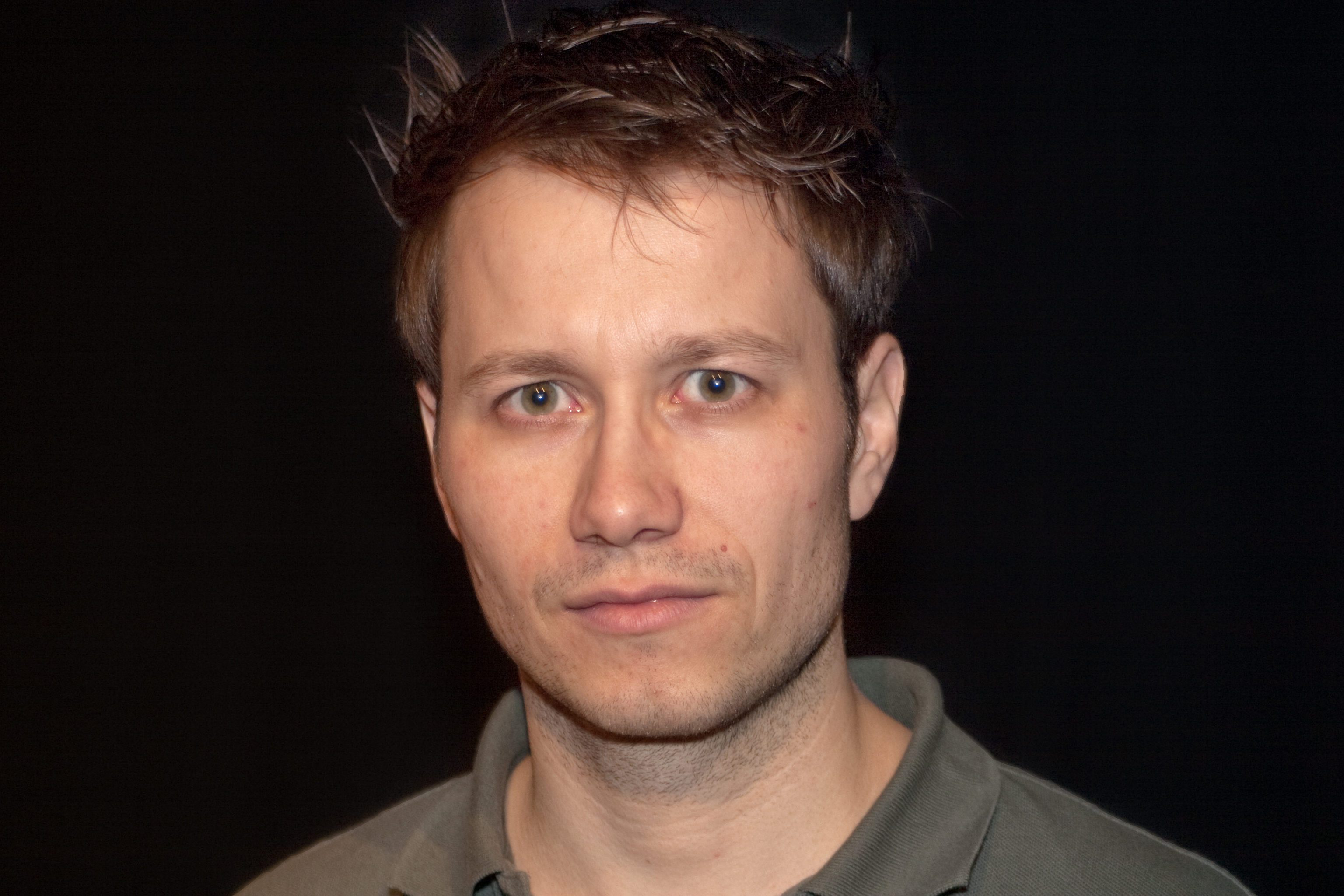
Marco Tschirpke, 2010

Marco Tschirpke (* 1975 in Rathenow) ist ein deutscher Musik-Kabarettist.

## Leben
Aufgewachsen in Brandenburg an der Havel studierte Marco Tschirpke nach einer abgebrochenen Berufsausbildung zum Musikalienhändler die Fächer Musiktheorie und Klavier an der Folkwang-Hochschule in Essen. 2002 zog er nach Berlin. Tschirpke tritt seit 2003 als Bühnenkünstler mit Soloprogrammen auf.
Tschirpke ist verheiratet, hat zwei Söhne und wohnt in Berlin-Prenzlauer Berg.

## Stil
Seine Klavierlieder sind oft äußerst kurz, meist nicht länger als 20–80 Sekunden. Diese von ihm „Lapsuslieder“ genannten Stücke bedeuten im Bereich des Klavierkabarettsongs eine Innovation, obwohl deutlich Bezüge u. a. zu Hugo Wolf, Hanns Eisler und zu Jazz und Pop erkennbar sind. Insbesondere Tschirpkes virtuoser Klavierstil verleiht seinen Liedern einen autonomen Stellenwert. Seine Auftritte zeichnen sich durch meist klischeefreie Pointen, hohe Musikalität, ein subtiles Wort-Ton-Verhältnis und den intelligenten Umgang mit den Erwartungen des Publikums aus. Viele Details wirken improvisiert und scheinen aus dem Moment heraus zu entstehen.
Tschirpke trägt auf der Bühne neben seinen Lapsusliedern Gedichte eigener Produktion vor. Sie behandeln oft historische Ereignisse ('Marie-Antoinette', 'Luther bei Cranach', 'Jugoslawien, mon amour') und sind formal vielfältig.
Bei Liveauftritten begleitet sich Tschirpke selbst am Klavier, bevorzugt auf seinen CD-Veröffentlichungen aber größere Arrangements.
Nach eigener Auskunft liegt der Schwerpunkt seiner Aktivitäten jenseits der Kabarettbühne „in der Vertonung der Gedichte von Peter Hacks und in der Nichtvertonung der Gedichte von Günter Grass“.

## Auszeichnungen
- 2004: Bielefelder Kabarettpreis 1. Preis
- 2005: Stuttgarter Besen des SWR (Publikumspreis)
- 2007: Cabinet-Preis, Kategorie Musik; Deutscher Kabarettpreis, Sonderpreis
- 2008: transVOCALE (mit Sebastian Krämer)
- 2009: Tegtmeiers Erben
- 2011: Klagenfurter Kleinkunstpreis Herkules
- 2015: Herborner Schlumpeweck
- 2018: Deutscher Kleinkunstpreis in der Sparte Chanson/Lied/Musik[2]
- 2020: Eddi
- 2022: der kleine dinggang (für komische Lyrik), Publikumspreis (2022)
- 2022: Hessischer Kabarettpreis (Jurypreis)[3]

## Rundfunk und Fernsehen
Tschirpke war u. a. im Deutschlandfunk (Sendung: Querköpfe) und auf WDR 5 (Unterhaltung am Wochenende) zu hören.

## Veröffentlichungen

### CDs
- 2003: aufstehentchen. Lapsuslieder
- 2006: Ich 'n Lied - du 'n Lied (mit Sebastian Krämer); Lapsuslieder 3
- 2007: Lapsuslieder 2
- 2008: Der Himmel ist voll Dampf. Marco Tschirpke singt Peter Hacks (mit Waejane Chen)
- 2012: Lapsuslieder 4
- 2014: Schiffe tuten auf dem Meer. Harry Rowohlt liest 69 Gedichte von Marco Tschirpke, KVV Konkret, Hamburg, ISBN 978-3-930786-72-5
- 2016: Aliens – 30 komische Lieder ohne Refrain
- 2016: Frühling, Sommer, Herbst und Günther. Die komischen Gedichte des Marco Tschirpke, Hörbuch (2 CDs)
- 2023: Lapsuslieder 5

### Bücher
- Der Onkel und die Katze. Gedichte. VAT Verlag André Thiele, Mainz 2008.
- Die Melancholie der erledigten Dinge. Gedichte. VAT Verlag André Thiele, Mainz 2009.
- Kategorien der Sorgfalt. Gedichte. VAT Verlag André Thiele, Mainz 2010.
- Gedichte. Band 1. VAT Verlag André Thiele, Mainz 2012.
- Frühling, Sommer, Herbst und Günther. Ullstein Taschenbuch Ullstein Verlag, Berlin 2015.
- Empirisch belegte Brötchen: Gedichte & Geschichten (in überwiegend komischer Manier), Ullstein Verlag, Berlin 2018
- Knallfrosch, Naschkatze & Co.: Handbuch der umgangssprachlichen Tiere, Ullstein Verlag, Berlin 2019 (Zeichnungen: Frank Hoppmann)
- Dichten, bis ich Dresche kriege. Politische Lyrik, Eulenspiegel Verlag, Berlin 2022, ISBN 978-3-359-03031-7

### Notenausgabe
- Lapsuslieder (im Selbstverlag)
- Lapsuslieder 2 (im Selbstverlag)
- Lapsuslieder 3 (im Selbstverlag)